# Euantennaria pacifica
Euantennaria pacifica är en svampart som beskrevs av S. Hughes 1974. Euantennaria pacifica ingår i släktet Euantennaria och familjen Euantennariaceae.   Inga underarter finns listade i Catalogue of Life.